# Dicranomyia corallicola
Dicranomyia corallicola är en tvåvingeart. Dicranomyia corallicola ingår i släktet Dicranomyia och familjen småharkrankar.

## Underarter
Arten delas in i följande underarter:
- D. c. corallicola
- D. c. mayotteana